# 东山区 (乌鲁木齐市)
东山区（維吾爾語：دۇڭسەن رايونى‎）是原中国新疆维吾尔自治区乌鲁木齐市所辖的一个市辖区，2007年与昌吉州米泉市合并为米东区，隶属乌鲁木齐市。合并前的总面积为244平方公里，2002年人口为10万。

## 行政区划
合并前的东山区辖3个街道、1个乡：石化街道、地磅街道、卡子湾街道、芦草沟乡。